# バリキャップ

バリキャップの記号

バリキャップ（英語: varicap diode）または可変容量ダイオード（英語: variable capacitance diode）はダイオードの一種で、端子間に加える電圧によって静電容量が変化するダイオードである。日本ではバラクタ（バリアブルリアクタの略）とも呼ばれる。

## 用途
バリキャップは、VCO（電圧制御発振器）、位相同期回路、周波数シンセサイザなどで使われている。主に、静電容量を電圧で制御できるコンデンサとして使われているが、整流器としても使われることがある。

## 使用法

バリキャップの内部構造

上図：バイアス電圧が低いと空乏層が狭まり、容量が増加する。
下図：バイアス電圧を上げると空乏層が広がり、容量が低下する。

バリキャップは逆バイアスで使うため直流電流は流れないが、コンデンサのように振る舞い、空乏層の幅がバイアス電圧で変化することで静電容量が変化する。通常、空乏層の幅は印加電圧の平方根に比例し、静電容量は空乏層の幅に反比例する。このため、静電容量は印加電圧の平方根に反比例する。
こうした現象はすべてのダイオードである程度見られるが、バリキャップは静電容量とその変化域が大きくなるように意図して設計されている。逆に他の多くのダイオードでは、これらが小さくなるように設計されている。

## ダイオード以外のバリキャップ
バリキャップには、ダイオード以外のものもある。CMOSプロセスでは、低濃度の不純物を注入したN型領域（Nウェル）に高濃度の不純物を注入したP型領域（P+型）を作ることでバリキャップが形成される。こうした接合部の静電容量は、低濃度の不純物を注入したP型の領域（Pウェル）にN+注入したNMOSトランジスタ（PN接合でもある）と同様に作用する。